# Solanum ombrophilum
Solanum ombrophilum là loài thực vật có hoa trong họ Cà. Loài này được S. Knapp miêu tả khoa học đầu tiên năm 1986.